# 山浦・深谷のヨヂカラ!
『山浦・深谷のヨヂカラ!』（やまうら・ふかやのヨヂカラ）は、東海ラジオ放送で2014年9月29日から2019年3月29日まで平日の16:00 - 17:45（JST）に放送されていた生ワイド番組である。
2019年の4月改編で当該時間帯に『大澤広樹のドラゴンズステーション』（「東海ラジオ　ガッツナイター」火 - 金曜分の中継などを内包する生ワイド番組）を開始することに伴って2019年3月29日をもって番組は終了するが、同年4月1日（月曜日）からは、平日の13:00 - 16:00（JST）の新ワイド番組『山浦!深谷!イチヂカラ!』（やまうら・ふかや イチヂカラ）が新設され現番組のパーソナリティである山浦ひさし・深谷里奈がそのまま就任することから事実上の放送枠を移動することとなり、『ぶっつけワイド』『宮地佑紀生の聞いてみや〜ち』など東海ラジオの歴代の看板番組が並んでいた平日昼間のワイド番組への昇格を果たすことになる。

## 放送時間
| 放送期間 | 放送期間 | 放送時間           |
| -------- | -------- | ------------------ |
| 2014.09  | 2015.03  | 平日 16:00 - 19:00 |
| 2015.09  | 2016.03  | 平日 16:00 - 19:00 |
| 2015.03  | 2015.09  | 平日 16:00 - 17:45 |
| 2016.03  | 2019.03  | 平日 16:00 - 17:45 |

## パーソナリティ
- 山浦ひさし
- 深谷里奈（東海ラジオアナウンサー→2017年4月よりフリーアナウンサー）

2人は、「山浦・深谷の年リク!!」以来のコンビとなる。なお、山浦または深谷のいずれかが夏休み、体調不良などで休演する日は、休演者の代役を置いたうえで『東海ラジオ ヨヂカラ!』（とうかいラジオ ヨヂカラ!）として放送される。

## タイムテーブル
- 16:00 オープニング
- 16:10 日替わりコーナー
  - （月）ヨヂカラ討論テーマ解説
  - （火～木）ヨヂカラニュース - 最新のニュースから数本をピックアップし詳しく伝える。火曜はアンダーポイント本美大が海外ニュースを、水曜は山浦が社会ネタ・時事ネタを中心に、木曜はアンダーポイント増野豊が旬な芸能ニュースを伝える。
  - （金）浅井大司 明日へのリンク（録音） - 焼き肉店・一升びんの三代目である浅井がパーソナリティを務める。東海地方で活躍する様々なジャンルの人物へ、深谷とともに数週にわたりインタビューを行っている。
- 16:20 あなたにハッピー・メロディ - メッセージとリクエスト曲の紹介。ニッポン放送が地方局向けに制作している同名の企画ネットコーナーをCMのみネットしている。2016年9月30日放送分までは、『どうですか歌謡曲』というタイトルで放送していた。
- 16:30 交通情報 - 東海ラジオの交通情報では通常は専用のBGMを使用するが、この時間のみスポンサーのジャパンレンタカーのCMテーマ曲が流れる。
- 16:32 セーフティメッセージ - 愛知県警の担当者が、事故防止の啓発等を行う。
- 16:40 ノビノビヂカラ！
  - （月）リスナーのお便り紹介
  - （火）山浦のお出かけ話
  - （水）映画やスポーツなどのお出かけ情報
  - （木）深谷のお出かけ話
  - （金）週末お出かけ情報
- 16:45 目安バコーーーーン！
  - （月）ヨヂカラ討論 - 時事問題に関するテーマに意見を募集する。16:08頃の時間に、先立って詳しい背景や問題点などを提供する。
  - （火）メッセージ紹介
  - （水）以下のコーナーのどちらかを行う。
    - 思いっきり山電話・お悩み相談orしゃべってデトークス - リスナーに電話出演してもらい怒りやグチなどを吐き出してスッキリしてもらう。　
    - さぁみんなで考えよう　電話出演または投稿による一人のリスナーの悩みに対し、他のリスナーに意見や解決策を募る。
    - （第2・4週）アリナシ!?50/50(フィフティフィフティ) - リスナーが考えた「これってアリ?ナシ?」というお題を前日のエンディングと当日のオープニングでそれぞれ発表。2つのお題について 「アリ」か「ナシ」かを両方書いてもらったアンケートを募集、そのアンケート結果が50%に近いかを競う。

  - （木・金）ヨヂカラ大喜利 - 山浦が担当してきたワイドでは恒例となった大喜利企画。木曜日はノーマル大喜利、金曜日はあるあるネタなど企画モノ大喜利。
- 16:55 交通情報
- 16:57 ヨヂカラ脳トレ - 解くのに知識でなくひらめきや発想の転換が必要な問題を出題。
- 17:00 ニュース・パレード（文化放送制作） - 『気分はほっと!』『安蒜豊三 夕焼けナビ』のように過去のワイド番組ではこのコーナーに続いてローカルニュースを放送するなど連動性のみられた番組も存在したが、当番組では行っていない。
- 17:14 ヨヂカラ脳トレ答え合わせ
- 17:20 日替わりコーナー
  - （月）ABCバスヂカラ！ - スポンサーの愛知バスの情報をはじめとしたバス旅にまつわる情報を伝える。
  - （火）アシアナヂカラ！（毎月第1火曜のみ）
  - （水）深谷里奈のむしゃむしゃ修業! - 深谷おすすめのグルメ情報を伝える。品目によって、お取り寄せ編、お持ち帰り編などの回がある。
  - （水、月1回）エコヂカラ - 環境にまつわる話題を伝える。深谷が連載を担当する、環境をテーマにしたフリーペーパー「Risa」と連動しており、発行される至近の回に放送する。
  - （木）シネマフラッシュ - シネマパーソナリティの松岡ひとみに最新の映画情報を聞く。
  - （金）多田木deいただき!ニク曜日!（録音） - お肉にまつわる話題を届ける。出演は多田木亮佑と中内こもる。
- 17:25 ハイウェイ速報
- 17:27 セーフティメッセージ - 16時台と啓発内容は異なる。
- 17:40 エンディング - プレゼントの当選者発表を行い、最後に『明日も[3]お会いするのは、』（山浦）『ヨヂカラ!』（山浦・深谷）とコールして終了。2017年9月まではプロ野球オンシーズン時は月曜日のみ・オフシーズン時は全日で、次番組（2017年9月現在は『ドラヂカラ!!』）のパーソナリティとクロストークを行っていた。

## タイトルコール曲
- C2C (DJ)（英語版） 『Happy Ft. D.Martin』